# 林家木久蔵 (2代目)
二代目 林家 木久蔵（はやしや きくぞう、1975年〈昭和50年〉9月29日 - ）は、日本の落語家。東京都出身。本名：豊田 宏寿（とよた ひろとし）。落語協会・トヨタアート所属。

## 来歴
森村学園初等部を経て、玉川学園中学部・高等部に進学、玉川大学文学部芸術学科演劇専攻（現在の芸術学部パフォーミング・アーツ学科に相当）卒。
林家木久扇の実子かつ弟子。
本名の宏寿は、当時木久扇と付き合いがあった算命学の一門の師匠から、「ムネトシ」か「ヒロトシ」から付けるように云われたためで、「ムネトシ」では殿様みたいで名前負けしそうという木久扇の判断から、「宏寿」と名付けられた。
1995年10月、父である初代林家木久蔵に入門。1996年2月、前座となる。前座名「きくお」。父・木久扇の初名である「桂木久男」から取っている。
1999年11月、二ツ目昇進。2006年1月には四派の若手同士で「平成噺し座」を旗揚げし、メンバーとなった。
2007年9月21日に父から名前を譲られ（木久扇曰く「生前贈与」）、二代目林家木久蔵を襲名し、真打昇進を果たした。ダブル襲名の口上で、きくお改め木久蔵は、この7年前（2000年）に木久扇がガンを患ったことに触れており、「（木久扇が）元気なうちに真打昇進できて良かった。これでいつ天国に行ってもらってもいい」と述べている。
現在は古典落語を中心に演じ、父・木久扇が師匠彦六をモチーフにした『彦六伝』を持ちネタにしている一方、自身も父をモチーフにした『木久蔵伝』を作成。2006年9月には弟弟子・ひろ木との二人会で落語を披露した。
笑点に出演している父を見て「これなら自分でもなれる」と思い、落語家を志した。しかし2000年にガンを患いながらも高座に立つ父の姿を見て考えを改め、春風亭小朝の下で落語を学びなおした。
長男（本名：豊田寿太郎（こたろう）、2008年3月20日 - ）は「林家コタ」名義で、2016年5月に8歳で高座デビューを果たした。2024年3月に書籍『コタ、お前は落語家になりたいの？』（今人舎）を発行している。

## 人物
血液型A型、身長179cm、利き手は左。趣味は熱帯魚や苔栽培。苔栽培では神奈川県鎌倉市にある円覚寺の塔頭・佛日庵の苔庭を手がけている。特技は日本舞踊、南京玉すだれ。
高校在学時に、どこに行っても有名人の息子ということがついて回るので自分の力でどこまでできるか試そうと、親のことは話さずに三軒茶屋のドトールコーヒーでバイトをした。慣れてきた頃、家族全員が店にやってきて働きぶりを見に来て、父親が大声で名前を呼んでニコニコ笑って手を振った。バイトはその後すぐに辞めた。
二代目林家三平と「プリンス二人会」を結成したほか、父親同士が笑点メンバーで元彦六門下の兄弟弟子三遊亭好楽と息子の王楽親子と共にダブル親子会を行うこともある。
二世落語家同士でもある林家三平、桂春蝶、月亭八光、王楽、木久蔵で「坊ちゃん5」を結成。
父の木久扇曰く面白い子。寿司好きの木久扇が寿司屋に連れて行き、舌が肥えた為か魚好きで小学4年だった年の5月の半ば頃、学校帰りに鮮魚店で店主が鰹を切って刺身にしていたのを見て美味しそうだと思い、「3人前、6時頃に家に届けて」と注文したため、夕食中に家に魚屋が鰹の刺身を届けたことがある。宏寿少年は両親に鰹の刺身を頼んだと伝えておらず、頼んでないのに鰹の刺身が届いたから母（木久扇の妻）が「家はお刺身頼んでないのよ」と断ろうとするが、魚屋が「お頼みになりました」と言い、母（木久扇の妻）が「誰が？」と問うと魚屋が「学校帰りにランドセルを背負ったお宅のお子さんが私がお刺身切っていたら「おじさん、美味しそうだね」「旬でございますよ」「じゃあ3人前、6時頃に家に届けて」って言ったんですよ」と言う。木久扇は懐古して「余計な出銭になった」とマクラで語る。
父の木久扇はおバカキャラとして有名なので木久蔵も父の血を受け継いだと思われがち（漢字が書けない、読めないなど）だが本人は自身のYouTube チャンネルで「木久扇のせがれが漢字が書ける」と明かしている。

## 笑点への出演
- 『笑点Jr.』の若手大喜利にレギュラー回答者として出演し、父林家木久扇に負けず劣らずの与太郎キャラを演じた。黄色の高座着、席順が左から3番目というのも、当時の木久扇と同じであった。2011年に『笑点Jr.』が放送終了となった後も、本家『笑点』の若手大喜利コーナーに常連回答者として出演した。
- 『笑点』の2021年7月4日放送分（第2768回）において、父の木久扇が同年5月に自宅にて転倒し右大腿骨を骨折し療養に入ったため休演したことに伴い、木久扇の推薦で本家『大喜利』に代理出演。父の着ている黄色の色紋付を借り、定席に座って大喜利に参加した[5]。2022年12月18日放送分（第2840回）では大喜利ゲスト回答者（正確には6代目円楽の代役）として2枠席[注釈 4]で出演し、林家たい平を挟んで4枠席で出演していた木久扇と共に黄色の色紋付を着用し父子共演を果たした。

## 芸歴
- 1995年10月 - 初代林家木久蔵に入門。
- 1996年2月 - 前座となり、「きくお」を名乗る。
- 1999年9月 - 二ツ目に昇進。
- 2007年9月 - 真打昇進、「二代目林家木久蔵」を襲名。

## 出演

### テレビ
- BS笑点（BS日テレ）→笑点Jr.（日テレプラス）→笑点 特大号（BS日テレ） - 『若手大喜利』レギュラー。
  - 2015年まで、本家『笑点』にて行われていた『若手大喜利』にも出演していた。
- 「笑点」(2021年7月4日、2022年12月18日)
- ネプリーグ (2005年11月28日)
- 第1回輝け!オールスター合唱コンクール（2006年9月16日、テレビ東京） - 落語家合唱団として参加、テナー担当。
- 新トーキョー人の選択（2006年9月29日 - 2010年3月、NHK） - 第3回からリポーター役として出演。
- スーパーJチャンネル（テレビ朝日）月曜「木久蔵のちょいとま!」担当
- ブギウギ専務（2023年1月14日 - 1月28日、3月25日 - 4月1日 、2024年2月9日、STV） - 「落語家への道」の企画にて専務こと上杉周大が弟子入り

### ラジオ
- ふくわうち（2020年6月9日 - 2022年3月、SBSラジオ） - 水曜パーソナリティー

## CM出演
- JARO日本広告審査機構（2007年9月～、父・初代木久扇と共演）
  - 正式襲名を待たずに、木久扇・木久蔵名義で放送されている。
- 伊勢丹新宿店「新宿出店90周年『新宿90スナップ』 」（2023年）[6]

## 著書

### 共著
いずれも父・林家木久扇との共著。
- 木久蔵流がんばらない子育て（教育評論社、2007年5月）
- 親馬鹿力のおかげです―福を呼ぶ、人の育て方（写真：ブルース・オズボーン、岩崎書店、2008年3月）
- 林家木久扇のみんなが元気になる学校寄席入門（全4巻）(こどもくらぶ編、彩流社、2015年3月）
- 林家木久扇一門本 〜天下御免のお弟子たち〜 （木久扇と弟子たち著、秀和システム、2022年1月） ISBN 978-4798066066

### 関連書籍
- 高田文夫『高田文夫の笑芸ノート 笑味期限はいつ切れる？』(2007年7月、ざぶとん亭風流企画） - 「木久蔵ジュニアは楽屋の人気者」「きくお＆やかんの若旦那バトル」所収。